# Tipula williamsiana
Tipula williamsiana är en tvåvingeart som beskrevs av Alexander 1940. Tipula williamsiana ingår i släktet Tipula och familjen storharkrankar. Inga underarter finns listade i Catalogue of Life.